# Quinto Ligario
Quinto Ligario (en latín, Quintus Ligarius) fue un militar romano, que vivió hacia el año 50 a. C. Fue acusado de traición por haberse opuesto a Julio César en una guerra en África, pero fue defendido tan elocuentemente por Cicerón que obtuvo el perdón y se le permitió volver a Roma. Más tarde conspiró con Bruto en el asesinato de Julio César.

## Guerra civil
Quinto Ligario, de familia sabina, fue un miembro del Ordo Equester destinado a África, como legado del gobernador provincial Cayo Considio Longo, quien más tarde volvió a Roma, dejándole el control de la provincia. Después de que César derrotara a Pompeyo en la Batalla de Farsalia, el aliado de Pompeyo, Publio Atio Varo ocupó África, esperando restaurar la causa pompeyana. Ligario se convirtió en uno de sus asistentes en la continuación de la guerra contra César y estuvo presente en la Batalla de Tapso. Tras la derrota de los pompeyanos, fue capturado en Hadrumeto. Fue perdonado por César, pero no se le permitió volver a Italia.